# Фогт, Кевин
Ке́вин Фогт (нем. Kevin Vogt; 23 сентября 1991, Виттен, Северный Рейн-Вестфалия) — немецкий футболист, защитник клуба «Бохум».

## Карьера
Фогт начинал карьеру в небольших клубах Бохума — «Лангендреерхольц» и «WSV Бохум». В 2004 году он стал игроком «Бохума», с которым в 2008 году подписал первый профессиональный контракт.
В сезоне 2009/10 Фогт выступал за вторую команду «Бохума» в Регионаллиге, а свою первую и единственную игру за клуб в Бундеслиге он провёл 18 апреля 2009 года, отыграв 84 минуты в матче против дортмундской «Боруссии». В следующих двух сезонах «Бохум» выступал во Второй Бундеслиге, где Фогт закрепился в качестве игрока основного состава команды. Во времена выступлений за рурский клуб Кевин вызывался в юношеские и молодёжные сборные Германии.
Летом 2012 года Фогт перешёл в «Аугсбург», сумма трансфера составила около 700 тысяч евро.
В мае 2014 было объявлено о переходе Фогта в «Кёльн», с которым он подписал трёхлетний контракт.
Летом 2016 года Фогт подписал контракт с «Хоффенхаймом» до 2020 года. В сезоне 16/17, когда клуб из Зинсхайма впервые вышел в Лигу чемпионов, Фогт играл на позиции среднего центрального защитника в схеме с тремя защитниками.
11 января 2024 года перешёл в берлинский «Унион».